# Jacques Henri Lartigue

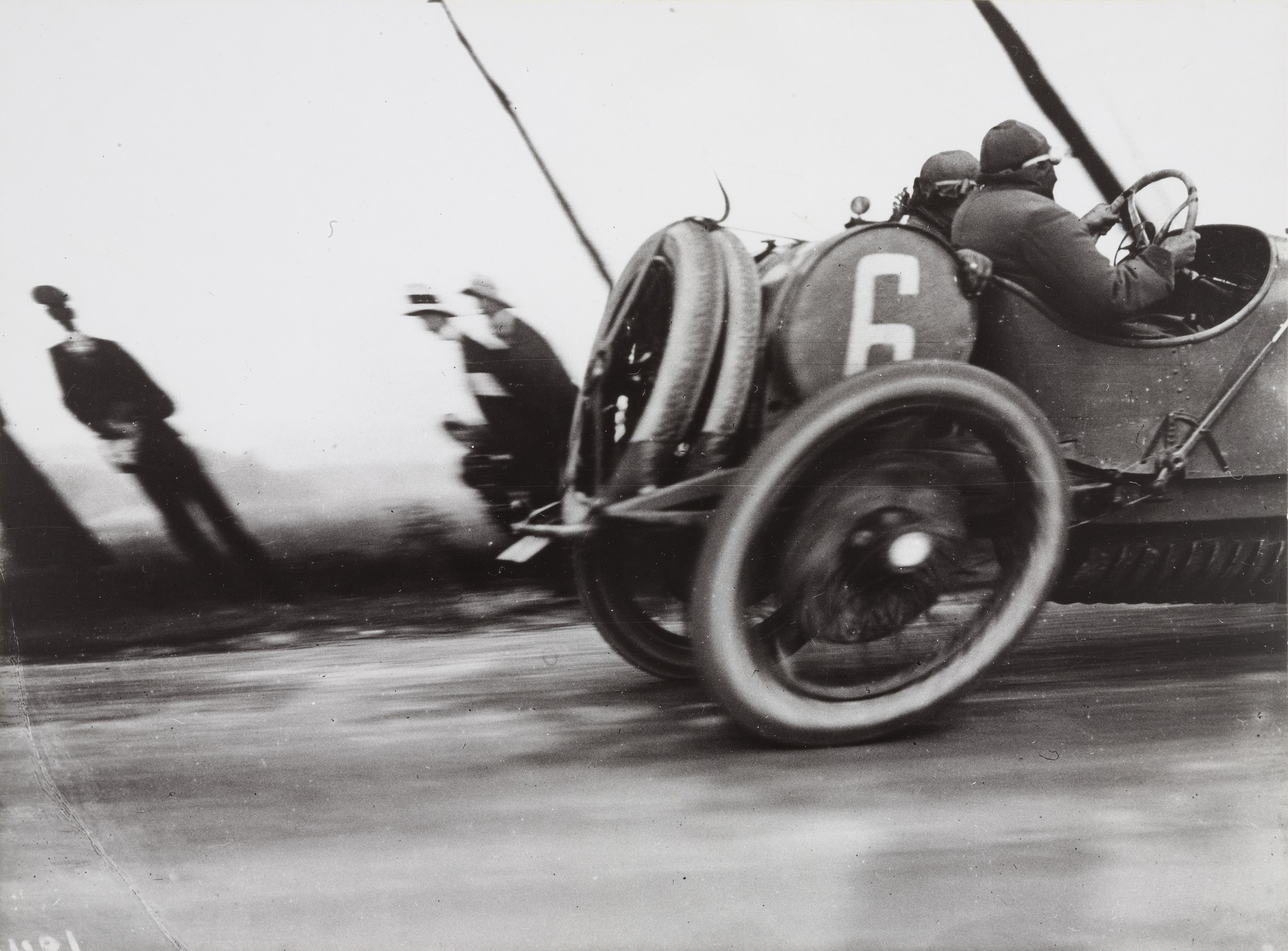
Jacques-Henri Lartigue, Grand Prix of the Automobile Club of France, Course at Dieppe, 1912, from MoMA

Jacques Henri Lartigue (ur. 13 czerwca 1894 w Courbevoie, zm. 12 września 1986 w Nicei) – francuski fotograf i malarz.
Urodził się w zamożnej rodzinie. Swoje pierwsze zdjęcia wykonywał w wieku 6 lat aparatem ojca, a własny aparat otrzymał dwa lata później. Dokumentował otaczającą go rzeczywistość ostatnich lat belle époque, zachowania swojej rodziny i innych przedstawicieli klasy wyższej. Młody fotograf zainteresowany był ruchem, co widać np. na zdjęciu Ma cousine Bichonnade (1905), na którym swoją kuzynkę, zbiegającą ze schodów, uchwycił w ten sposób, że wygląda ona, jakby frunęła. Lartigue fotografował także pierwsze eksperymenty lotnicze i automobile. W latach 1911–1912 na paryskich ulicach: Avenue de Bois de Boulogne i Avenue des Acacias wykonał serię zdjęć, pokazujących zamożnych przechodniów w modnych strojach. Od 1912 wykonywał także kolorowe autochromy.
Z wykształcenia był malarzem – ukończył paryską Académie Julian w 1915. W 1919 ożenił się z Madeleine (Bibi) Messager, córką kompozytora André Messagera, która pojawia się na jego zdjęciach, podobnie jak jego dwie kolejne żony oraz przyjaciółki i kochanki. Ze względu na swoją pozycję społeczną mógł fotografować znanych artystów epoki: Josephine Baker, Gaby Basset, Keesa van Dongena, Jeana Cocteau czy Picassa. 
Jednak zanim Lartigue’a-fotografa nie „odkrył” w 1962 John Szarkowski, był on znany raczej jako malarz. Dzięki Szarkowskiemu, wówczas dyrektorowi Museum of Modern Art w Nowym Jorku, Lartigue mógł zaprezentować tam swoją pierwszą indywidualną wystawę zdjęć. Jego zdjęcia zamieszczone zostały w magazynie „Life”. W 1970 Richard Avedon wydał książkę Diary of a Century, będącą zbiorem fotografii Lartigue’a, którym towarzyszą fragmenty z jego dziennika. Dopiero pod koniec swojego życia Lartigue zaczął pracować jako fotograf, realizując zlecenia z czasopism. W 1974 prezydent Francji Valéry Giscard d’Estaing zwrócił się do Lartigue’a z prośbą o wykonanie oficjalnego zdjęcia.
Lartigue przekazał cały swój dorobek (zdjęcia, sprzęt i pamiętniki) narodowi francuskiemu. Spuścizną tą zarządza Donation Jacques Henri Lartigue.